# Antonia Vergara Rivera
Antonia Vergara Rivera (* 24. November 2006) ist eine chilenische Tennisspielerin.

## Karriere
Vergara Rivera spielt überwiegend Turniere auf dem ITF Women’s Circuit, bei denen sie bislang jeweils einen Titel im Einzel und im Doppel gewann.
2021 war sie Teilnehmerin im Finale des Junior Billie Jean King Cups. Im November qualifizierte sie sich für das Hauptfeld der mit 60.000 US-Dollar dotierten Copa LP Chile, wo sie aber in der ersten Runde klar mit 1:6 und 0:6 gegen die an Position zwei gesetzte Anna Bondár verlor.
2023 trat sie bei ihrem ersten Turnier der WTA Challenger Series an, wo sie in der Qualifikation zum Hauptfeld des Dameneinzels der LP Open gegen Sada Nahimana mit 2:6 und 6:72 verlor. Im Doppel trat sie an der Seite ihrer Partnerin Paloma Goldsmith Weinreich an; die beiden verloren gegen María Carlé und Despina Papamichail ebenfalls ihr erstes Match mit 3:6 und 2:6.
2024 trat sie bei allen Juniorinnenturnieren der vier Grand Slams an. Im Juniorinneneinzel der Australian Open verlor sie in der ersten Runde gegen die an Position vier gesetzte Hannah Klugman mit 2:6 und 3:6. Im Juniorinnendoppel verlor sie an der Seite von Luna Maria Cinalli gegen die an Position fünf gesetzten Hayu Kinoshita und Wakana Sonobe mit 5:7 und 5:7. Bei den French Open verlor sie im Juniorinneneinzel in der ersten Runde gegen Vendula Valdmannová mit 26, 6:4 und 5:7. Im Juniorinnendoppel erreichte sie an der Seite von Mayu Crossley das Achtelfinale. In Wimbledon erreichte sie im Juniorinneneinzel die zweite Runde, im Juniorinnendoppel verlor sie an der Seite von Luna Maria Cinalli gegen Mika Buchnik und Olivia Carneiro mit 4:6 und 2:6. Bei den US Open verlor sie im Juniorinneneinzel gegen Annika Penickova mit 2:6 und 3:6 in der ersten Runde, im Juniorinnendoppel erreichte sie mit Partnerin Lucie Urbanová das Achtelfinale.
Ende Oktober beim WTA-Challenger Bolivia Open erreichte sie im Einzel das Achtelfinale. Beim Challenger LP Open  verlor sie mit einer Wildcard für das Hauptfeld in der ersten Runde und bei m dritten Challenger in Folge verlor sie bei den MundoTenis Open gegen Iryna Schymanowitsch ebenfalls in der ersten Runde.
Sie debütierte 2024 in der chilenischen Fed-Cup-Mannschaft mit einem Einsatz im Doppel an der Seite von Jimar Gerald González, das die beiden gegen die argentinische Paarung Martina Capurro Taborda und Julieta Lara Estable verloren.

## Turniersiege

### Einzel
| Nr. | Datum           | Turnier  | Kategorie | Belag | Finalgegnerin | Ergebnis      |
| --- | --------------- | -------- | --------- | ----- | ------------- | ------------- |
| 1.  | 16. August 2025 | Santiago | ITF W15   | Sand  | Carla Markus  | 6:2, 4:6, 6:1 |

### Doppel
| Nr. | Datum             | Turnier         | Kategorie | Belag | Partnerin        | Finalgegnerinnen                          | Ergebnis |
| --- | ----------------- | --------------- | --------- | ----- | ---------------- | ----------------------------------------- | -------- |
| 1.  | 14. Dezember 2024 | Mogi das Cruzes | ITF W15   | Sand  | Fernanda Labraña | Luiza Fullana Júlia Konishi Camargo Silva | 7:5, 6:2 |